# Kongo Central
Koordinaten: 5° 45′ S, 13° 29′ O

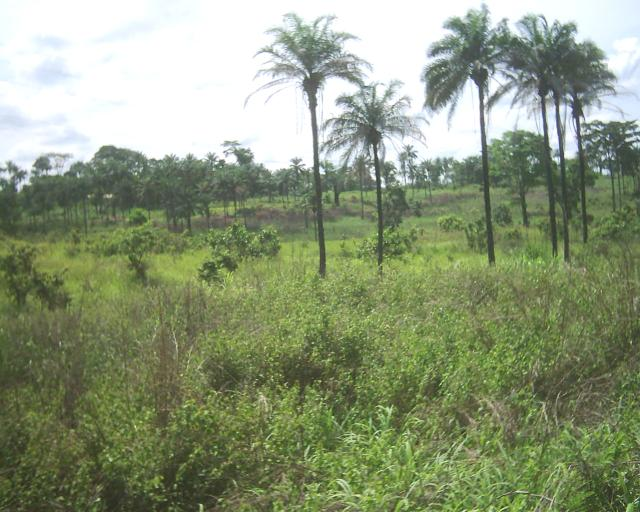
Landschaft in Kongo Central

Kongo Central (deutsche Übersetzung: Zentralkongo) ist eine Provinz der Demokratischen Republik Kongo mit der Hauptstadt Matadi. Sie ist die einzige Provinz des Landes, die am Atlantik liegt. Historisch hieß sie zeitweise auch Congo-Central, Bas-Zaïre oder Bas-Congo.

## Geografie
Die Provinz liegt im Westen des Landes und grenzt im Nordwesten an die angolanische Exklave Cabinda, im Norden an die Republik Kongo, im Osten an die Provinzen Kinshasa und Kwango, im Süden an Angola und im Südwesten an den Atlantik.
Neben der Provinzhauptstadt Matadi besitzt auch Boma den offiziellen Stadtstatus.

## Bevölkerung
Laut einer Berechnung aus dem Jahr 2015 hat Kongo Central 5.575.000 Einwohner. Das Bevölkerungswachstum beträgt aktuell über 3 % pro Jahr.
Bevölkerungsentwicklung:
| Jahr                | Einwohner |
| ------------------- | --------- |
| 1984 (Volkszählung) | 1.972.000 |
| 1994 (Schätzung)    | 2.835.000 |
| 2010 (Berechnung)   | 4.522.942 |
| 2015 (Berechnung)   | 5.575.000 |

## Geschichte
Die Provinz wurde 1960 als Congo-Central (Zentralkongo) geschaffen und 1971 in Bas-Zaïre (Niederzaire) umbenannt. Mit dem Ende der Herrschaft von Mobutu Sese Seko im Jahr 1997 wurde der Begriff Zaïre wieder zu Congo, sodass die Provinz (wie auch die Republik) umbenannt wurde und ab sofort Bas-Congo hieß.
Mit der Verabschiedung einer neuen Verfassung im Mai 2005 wurde beschlossen, das Gebiet der Demokratischen Republik Kongo neu zu gliedern. Im Zuge dieser Verwaltungsreform war auch vorgesehen, die Provinz Bas-Congo in Kongo Central (Zentralkongo) umzubenennen, wobei die Gebietsgröße der Provinz hierbei unverändert bleiben sollte. Diese Reform, die zur Dezentralisierung des Landes beitragen sollte, wurde allerdings mehrmals verschoben und schließlich im Januar 2011 durch eine umstrittene Verfassungsänderung von Präsident Joseph Kabila praktisch abgesagt. Im Jahr 2015 wurde die Verwaltungsreform schließlich doch umgesetzt, was die Umbenennung der Provinz in Kongo Central zur Folge hatte.
Im Ersten Kongokrieg wurde die Provinzhauptstadt Matadi am 22. Mai 1997 von den Rebellen eingenommen.

## Verwaltung

### Verwaltungsgliederung
Nach der Aufteilung der Provinz Léopoldstadt in die Provinzen Zentralkongo (heute Niederkongo) und Bandundu, bestand Niederkongo aus zwei Bezirken (oder Unterregionen zur Zeit Zaïres):
- Bezirk Wasserfälle (District des Cataractes), Hauptort Thysville, später umbenannt in Mbanza-Ngungu
- Bezirk Niederkongo (District du Bas-Congo), Hauptort Boma

Später kam in Niederzaïre ein dritter Bezirk dazu:
- Bezirk Lukaya, Hauptort: Inkisi

Nach dem Übergang von Zaïre zum Kongo und der Änderung des Namens der Provinz in Niederkongo wurde der nun gleichnamige Bezirk zu Unterlauf (District du Bas-Fleuve) umbenannt. Nachdem Boma zur Stadt erhoben wurde, wurde vorübergehend Nsiamfumu Hauptort; heute ist es Thsela.
Stand 2025 teilt sich die Provinz in die zehn Territorien Kasangulu, Kimvula, Lukula, Luozi, Madimba, Mbanza-Ngungu, Moanda, Sekebanza, Songololo und Tshela sowie die beiden Städte Boma und Matadi.

### Liste der Gouverneure
Die Namen werden in der Reihenfolge Vorname (prénom), Familienname (nom de famille), Nachname (postnom) aufgeführt, wobei in der Zeit vor Mobutu der Nachname oft fehlt und während der Regierungszeit Mobutus die Vornamen abgeschafft waren.
1. Faustin Vital Moanda † 6. September 1962–3. Januar 1967
2. Denis Paluku † 3. Januar 1967–30. August 1967
3. François Luakabuanga 30. August 1967–9. August 1968
4. Bruno Ndala † 9. August 1968–5. August 1969
5. Anaclet Kaniki 5. August 1969–23. Dezember 1970
6. Dieudonné Boji 23. Dezember 1970–24. Februar 1972
7. Marcel Derikoye Tita 24. Februar 1972–17. Juli 1972
8. Cathérine Nzuji wa Mbombo 17. Juli 1972–21. Mai 1975
9. Loposo Nzela Balombee 1975–1976
10. Efambee Y'Olenga 4. Februar 1976–11. Juli 1977
11. Ilunga Mubabinge 11. Juli 1977–21. Januar 1978
12. Tshiamala Tshingombe † 21. Januar 1978–18. Januar 1980
13. Makolo Jibikilayi 18. Januar 1980–27. August 1980
14. Zamundu Agenong'Ka 27. August 1980–10. Oktober 1981
15. Malumba Mbangula 10. Oktober 1981–18. Januar 1983
16. Makolo Jibikilay 18. Januar 1983–1986
17. Muana Tshiala Juni 1986–20. Juli 1988
18. Kakule Mbayingana 20. Juli 1988–1989
19. Mpa Mbia Musanga Bekaja 1989–1990
20. Timothée Moleka Nzulama † 1990–1991
21. Bieya Mbaki 1991–1997
22. M'Vuma Ngeti 1997 (interimistisch)
23. Joseph Mbenza Thubi † 1997 (4 Tage)
24. Liwanga Mata Nyamunyobo 1997 (1 Monat)
25. Léonard Fuka Unzola † 1997–1998
26. Séraphin ba Vuidi Babingi 1998–Juni 2001
27. César Tsasa du Ntumba † 2001–16. Oktober 2006
28. Jacques Mbadu Nsitu † 16. Oktober 2006–24. Februar 2007
29. Simon Mbatshi ba Tshia 24. Februar 2007–19. März 2012
30. Déo Nkusu Bikwa 19. März 2012–28. Januar 2013
31. Jacques Mbadu Nsitu 28. Januar 2013–19. Juli 2018
32. Atou Matoubuana Nkuluki 19. Juli 2018–8. September 2021
33. Marcel Matumpa Buka 7. September 2019–30. November 2019 (stellvertretend für Nkuluki in der Zeitspanne)
34. Justin Luemba Makoso 8. September 2021–18. Juni 2022
35. Guy Bandu Ndungidi 18. Juni 2022–26. Juni 2024
36. Grâce Nkuanga Masuangi Bilolo seit 26. Juni 2024